# Thunderbolt Fantasy
Thunderbolt Fantasy, sottotitolata Tōriken yūki (東離劍遊紀? lett. "La spada viaggia da est"), è una serie televisiva con burattini, nata da una collaborazione tra le aziende giapponesi Nitroplus e Good Smile e l'azienda taiwanese produttrice di marionette Pili International Multimedia. Ideata da Gen Urobuchi, è andata in onda in Giappone dall'8 luglio al 30 settembre 2016 ed è stata trasmessa contemporaneamente in streaming in tutto il mondo, ad eccezione dell'Asia, da Crunchyroll. Un sequel è stato annunciato al termine dell'ultimo episodio, mentre un adattamento manga, a cura di Yui Sakuma, ha iniziato la serializzazione sul Weekly Morning di Kōdansha il 21 luglio 2016.

## Trama
I fratelli Dān, custodi di una potente spada nota come Tiān Xíng Jiàn, vengono messi all'angolo dal clan Xuán Guǐ Zōng, che si vuole impossessare dell'arma per conto del suo malvagio capo Miè Tiān Hái. Mentre suo fratello Héng viene sconfitto, la giovane Fěi riesce a sfuggire al nemico incappando casualmente nello spadaccino vagabondo Shāng Bù Huàn e in un uomo misterioso di nome Lǐn Xuě Yā. Grazie all'aiuto dei due, Fěi creerà un gruppo formato da individui eccezionali che partirà alla volta della dimora di Miè Tiān Hái per affrontarlo e sconfiggerlo.

## Personaggi

### Protagonisti
Shāng Bù Huàn (殤不患?, Shō Fu Kan)
Un viandante proveniente da una terra lontana. Pur non credendo ai poteri della spada Tiān Xíng Jiàn, si ritrova suo malgrado invischiato nella pericolosa missione di Dān Fěi. Abile nel combattimento all'arma bianca, preferisce tuttavia la parola allo scontro, quando possibile.
Lǐn Xuě Yā (凜雪鴉?, Rin Setsu A)
Un misterioso eremita, le cui conoscenze saranno utili a Dān Fěi per mettere in piedi un gruppo che la scorti fino al quartier generale del clan Xuán Guǐ Zōng. Il suo nebbioso passato nasconde diversi oscuri segreti: molti personaggi della serie provano infatti un profondo rancore nei suoi confronti, se non un vero e proprio desiderio di vendetta. Porta sempre con sé una pipa magica.
Dān Fěi (丹翡?, Tan Hi)
Una giovane ragazza, adepta dell'ordine che ha giurato di proteggere la Tiān Xíng Jiàn. L'aver vissuto quasi sempre nel tempio della spada le ha impedito di conoscere veramente il mondo, nei confronti del quale si approccia con infantile ingenuità. Combatte utilizzando una sottile lama, aiutandosi anche con i poteri magici appresi dai suoi maestri del tempio.

### Altri alleati
Dān Héng (丹衡?, Tan Kō)
Fratello di Dān Fěi, e come lei custode della spada. Coraggioso e abile nel combattimento, viene ucciso all'inizio della serie da Miè Tiān Hái.
Shòu Yún Xiāo (狩雲霄?, Shu Un Shō)
Un uomo di mezza età, con il volto segnato da una lunga cicatrice. La benda che porta su uno degli occhi, irrimediabilmente menomato, non gli impedisce di avere una mira infallibile e di essere un arciere fenomenale. Furbo, e molto esperto del mondo, non si fida particolarmente di Shāng.
Juǎn Cán Yún (捲殘雲?, Ken San Un)
Ammiratore di Shòu, sbruffone e un po' avventato, al punto che spesso deve farsi guardare da lui le spalle. Gentile e generoso, cerca il suo posto nel mondo, sperando di diventare un uomo rispettato e temuto come il suo idolo. Si innamora di Dān Fěi non appena la vede per la prima volta. Combatte utilizzando una lunga lancia.
Xíng Hài (刑亥?, Kei Gai)
Un demone femmina, il cui aspetto è quello di una donna con un paio di corna sulla testa. Mette da parte il suo desiderio di vendetta nei confronti di Lǐn non appena scopre che l'obiettivo della missione è recuperare la spada Tiān Xíng Jiàn, oggetto temuto anche dai demoni della sua specie. È una potente negromante, i cui poteri spaziano dal riportare in vita i morti, sotto forma di fedeli zombie, al provocare nei suoi avversari ferite e dolori lancinanti.
Shā Wú Shēng (殺無生?, Setsu Mu Shō)
Letale assassino, combatte utilizzando due lame affilate. Freddo, distaccato e sicuro delle proprie abilità, è noto in tutto il regno, e il suo solo nome è sufficiente a far fuggire via le persone a gambe levate. Come molti altri, nutre rancore nei confronti di Lǐn, al punto di aver cercato in passato più e più volte di ucciderlo, senza successo. Si unisce al gruppo di Dān Fěi solo dopo che Lǐn gli promette di offrirgli la testa in cambio del suo aiuto.
Lián Qí (廉耆?, Ren Ki)
Il vecchio maestro di Lǐn. Abile creatore di oggetti ed artefatti magici, è grazie ai suoi insegnamenti se Lǐn è riuscito a creare la sua pipa incantata.

### Nemici
Miè Tiān Hái (蔑天骸?, Betsu Ten Gai)
Il principale nemico della serie. È un potente stregone, abile anche nel combattimento corpo a corpo, che colleziona armi e spade incantate. Mettere le mani sulla Tiān Xíng Jiàn è il suo sogno, e per farlo sarà disposto a combattere anche in prima linea.
Cán Xiōng (殘凶?, Zan Kyō)
Uno spadaccino, seguace di Miè. Incaricato di dare la caccia a Dān Fěi, troverà invece sulla sua strada Shāng, che lo ucciderà.
Liè Mèi (獵魅?, Ryō Mi)
Una giovane donna, esperta nell'uso di due lame circolari. Desidera mettere le mani sulla Tiān Xíng Jiàn per compiacere Miè.
Diāo Mìng (凋命?, Chō Mei)
Uno spadaccino al servizio di Miè che preferisce evitare di sporcarsi le mani, fuggendo o sfruttando gli altri quando possibile.

## Episodi
| Nº | Titolo italiano (traduzione letterale) Giapponese 「Kanji」 - Rōmaji                     | In onda           | In onda |
| Nº | Titolo italiano (traduzione letterale) Giapponese 「Kanji」 - Rōmaji                     | Giapponese        |         |
| 1  | L'impegno per l'ombrello 「雨傘の義理」 - Amagasa no giri                                | 8 luglio 2016     |         |
| 2  | Attacco! Xuán Guǐ Zōng 「襲来！玄鬼宗」 - Shūrai! Genkishū                               | 15 luglio 2016    |         |
| 3  | La donna nella foresta del diavolo notturno 「夜魔の森の女」 - Yoruma no mori no onna    | 22 luglio 2016    |         |
| 4  | La posizione del flauto riecheggiatore di anime 「迴靈笛のゆくえ」 - Kairei fue no yukue | 29 luglio 2016    |         |
| 5  | Il demone della spada, Shā Wú Shēng 「剣鬼、殺無生」 - Ken oni, Setsu Mu Shō             | 5 agosto 2016     |         |
| 6  | Sette compagni 「七人同舟」 - Nananin dōshū                                              | 12 agosto 2016    |         |
| 7  | Le montagne della spina demoniaca 「魔脊山」 - Masekizan                                 | 19 agosto 2016    |         |
| 8  | Lüè Fēng Qiè Chén 「掠風竊塵」 - Ryō Fū Setsujin                                         | 26 agosto 2016    |         |
| 9  | L'essenza di una spada 「剣の神髄」 - Ken no shinzui                                     | 2 settembre 2016  |         |
| 10 | L'orgoglio di un ladro 「盗賊の矜恃」 - Tōzoku no kyōji                                  | 9 settembre 2016  |         |
| 11 | Una vita orgogliosa 「誇り高き命」 - Hokori takaki inochi                                | 16 settembre 2016 |         |
| 12 | Una lama che non taglia 「切れざる刃」 - Kirezaru ha                                     | 23 settembre 2016 |         |
| 13 | Una nuova missione 「新たなる使命」 - Aratanaru shimei                                   | 30 settembre 2016 |         |